# Ясаковский
Ясаковский — посёлок в Шиловском районе Рязанской области в составе Мосоловского сельского поселения.

## Географическое положение
Посёлок Ясаковский расположен на Окско-Донской равнине на правом берегу реки Оки в 19 км к северо-западу от пгт Шилово. Расстояние от посёлка до районного центра Шилово по автодороге — 40 км.
Ближайшие населённые пункты — деревня Тайдаково и село Муратово.

## Население
| 2010 |
| ---- |
| 4    |

По данным переписи населения 2010 г. в посёлке Ясаковский постоянно проживают 4 чел.

## Происхождение названия
По мнению михайловских краеведов И. Журкина и Б. Катагощина, селение получило своё название по фамилии землевладельца Ясакова (Есакова).

## История
В конце XIX в. населённый пункт назывался хутор Ясаковский и был приписан к приходу Покровской церкви села Срезнево. К 1891 г., по данным И. В. Добролюбова, на хуторе числился 1 крестьянский двор.